# Longepi bondi
Longepi bondi är en spindelart som beskrevs av Norman I. Platnick 2000. Longepi bondi ingår i släktet Longepi och familjen Lamponidae. Inga underarter finns listade i Catalogue of Life.